# الهرب إلى مصر

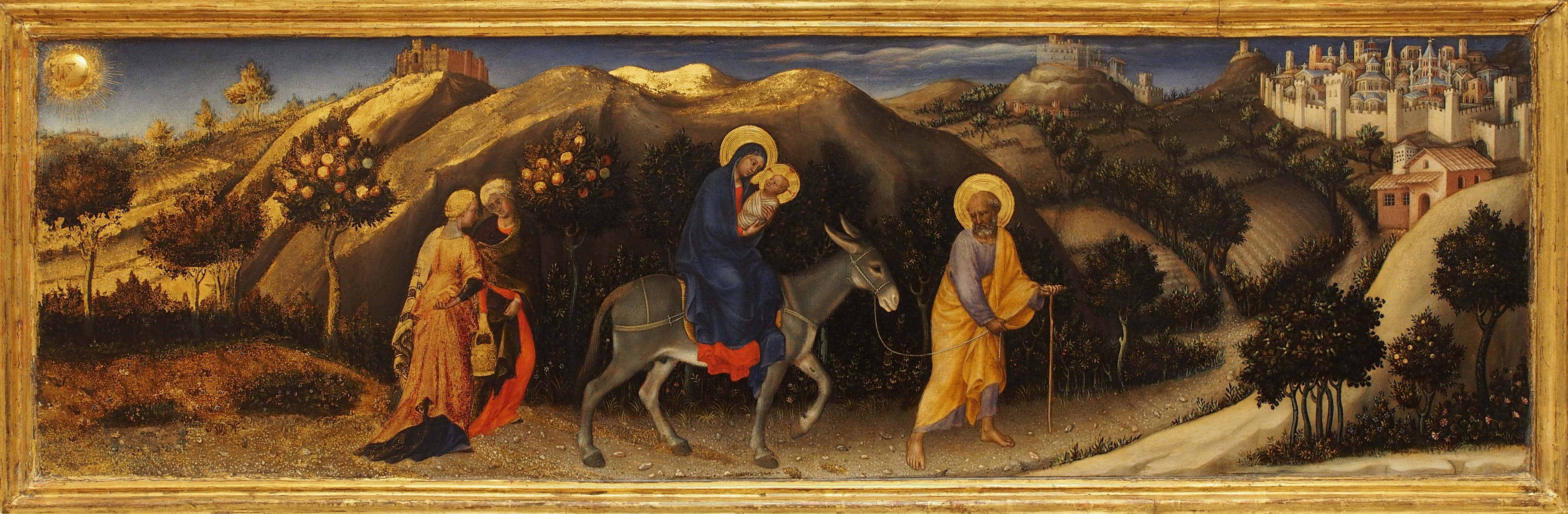
مشهد هجرة العائلة المُقدَّسة من فلسطين إلى مصر، وهي القسم الأوسط من لوحة «پريدلَّا».

الهرب إلى مصر أو رحلة العائلة المقدسة هو حدث هروب الطفل يسوع ومريم العذراء ويوسف النجار من بيت لحم إلى مصر حسب رواية إنجيل متى كي لا يلتقوا بهيرودس الملك الذي تخوّف من أن يزاحمه المسيح في المُلك - إذ إن من صفات المسيح كونه ملكًا، وهو ما سيتحقق في المجيء الثاني وفق المعتقدات المسيحية - فأراد قتله عن طريق المجوس، فحينما فشل، قرر قتل جميع أطفال بيت لحم من دون السنتين، ولكنّ وحيًا كان قد جاء ليوسف في الحلم يخبره بأن يأخذ الطفل وأمّه إلى مصر، فهربا وأقاما بها حتى وفاة هيرودس، قبل أن يعودا إلى الناصرة.

## رواية الحدث في إنجيل متى

### الرحلة من هيرودس

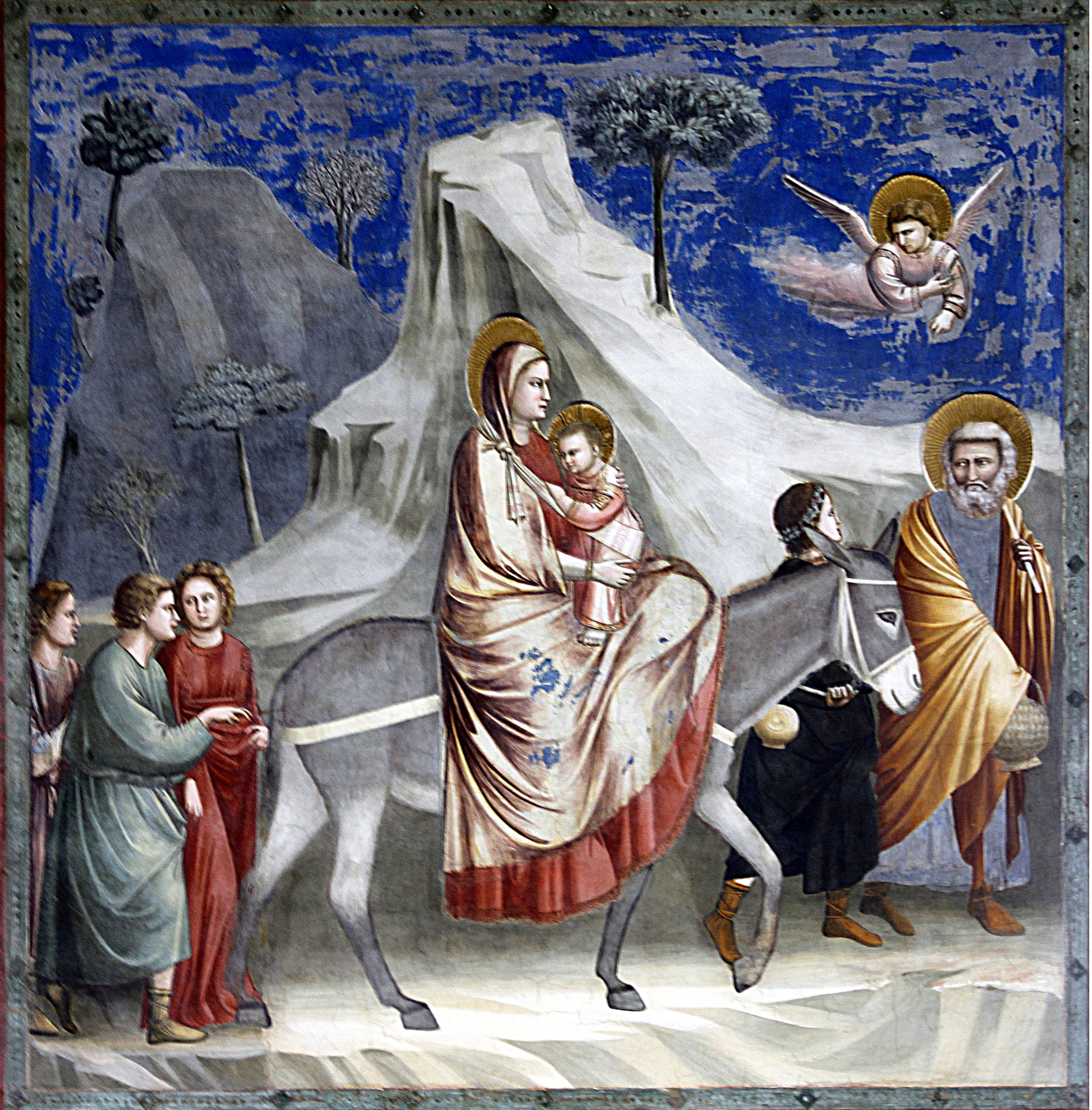
الهروب إلى مصر؛ بريشة جوتو دي بوندوني.

عندما جاء المجوس بحثًا عن يسوع، ذهبوا إلى هيرودس الأول في أورشليم ليطرحوا سؤالاً عن مكان الوليد «ملك اليهود» (2: 1–8). أصيب هيرودس الأول بجنون العظمة أن الطفل سيهدد عرشه، وسعى لقتله (متى 2: 16 - متى 2: 18). أطلق هيرودس مذبحة الأبرياء على أمل قتل الطفل، لكن ملاك ظهر إلى يوسف النجار في حلم وحذره من أن يأخذ يسوع وأمه إلى مصر (متى 2: 13).
كانت مصر مكاناً منطقياً لإيجاد ملجأ، حيث كان خارج سيطرة الملك هيرودس، ولكن كل من مصر ويهوذا كانتا جزءًا من الإمبراطورية الرومانية، وكان يربطهما طريق ساحلي يُعرف باسم "طريق البحر"، وكان السفر بينهما سهل وآمن نسبياً.

### العودة من مصر
بعد مرور الوقت، عادت العائلة المقدسة من مصر. وينص النص على أن هيرودس كان قد مات. يُعتقد أن هيرودس قد مات في عام 4 قبل الميلاد، وبينما لم يذكر متى كيفية موته، فإن المؤرخ اليهودي يوسيفوس فلافيوس يروي بوضوح موتاً دموياً.
يتم تعريف المنطقة التي تعود العائلة المقدسة إليها على أنها يهوذا، الموقع الوحيد في العهد الجديد بأكمله حيث تعمل يهوذا كوصف جغرافي لكل يهوذا والجليل (متى 2: 20)، بدلاً من الإشارة إلى مجموعة من المتدينين أو الشعب اليهودي بشكل عام. ومع ذلك، خلال بالعودة إلى يهوذا في البداية، على الرغم من اكتشافهم أن هيرودس أرخيلاوس أصبح الملك الجديد، ذهبوا بدلاً من ذلك إلى منطقة الجليل. تاريخياً، كان هيرودس أرخيلاوس ملكاً عنيفًا وعنيفًا، وفي عام 6 بعد الميلاد أطيح به الرومان، رداً على شكاوى من السكان. كان منطقة الجليل يحكمه ملك أكثر هدوءاً، هيرودوس أنتيباس، وهناك أدلة تاريخية على أن منطقة الجليل أصبحت ملجأ لأولئك الفارين من قبضة هيرودس أرخيلاوس.

### نبوءة هوشع
يستشهد متى 2:15 بنص هوشع 11: 1 بأن النبوة تحققت في عودة يوسف ومريم ويسوع من مصر:
«...وَمِنْ مِصْرَ دَعَوْتُ ابْنِي».
استخدام متى نص هوشع 11: 1 تم شرحه بعدة طرق. يقول المعنى الكامل أن النص في هوشع يحتوي على معنى يقصد به الله ويعترف به
متى، ولكنه غير معروف لهوشع. القراءة التفسيرية تفسر الإنجاز كما هو موجود في التاريخ القومي لإسرائيل والإنجاز المضاد للنفوذ كما هو موجود في التاريخ الشخصي ليسوع. يمكن أيضا أن ينظر إلى استخدام متى للتفسير التكويني في استخدامه لإشعيا 7: 14 وفي 9: 1، وإرميا 31: 15.

## الدقة التاريخية
لا يحكي إنجيل لوقا هذه القصة، ويذكر بدلاً من ذلك أن العائلة المقدسة ذهبت إلى الهيكل في القدس، ومن ثم إلى الناصرة. وهكذا استنتج أتباع ندوة يسوع أن كلا من روايات لوقا ومتى حول ميلاد يسوع وطفولته هي مزيفة. يركز إنجيل متى على تشبيه يسوع بموسى لأنه كان موجها لجمهور يهودي، وتوضح الرحلة إلى مصر هذا الأمر.

## روايات خارج الكتاب المقدس

### مسيحية

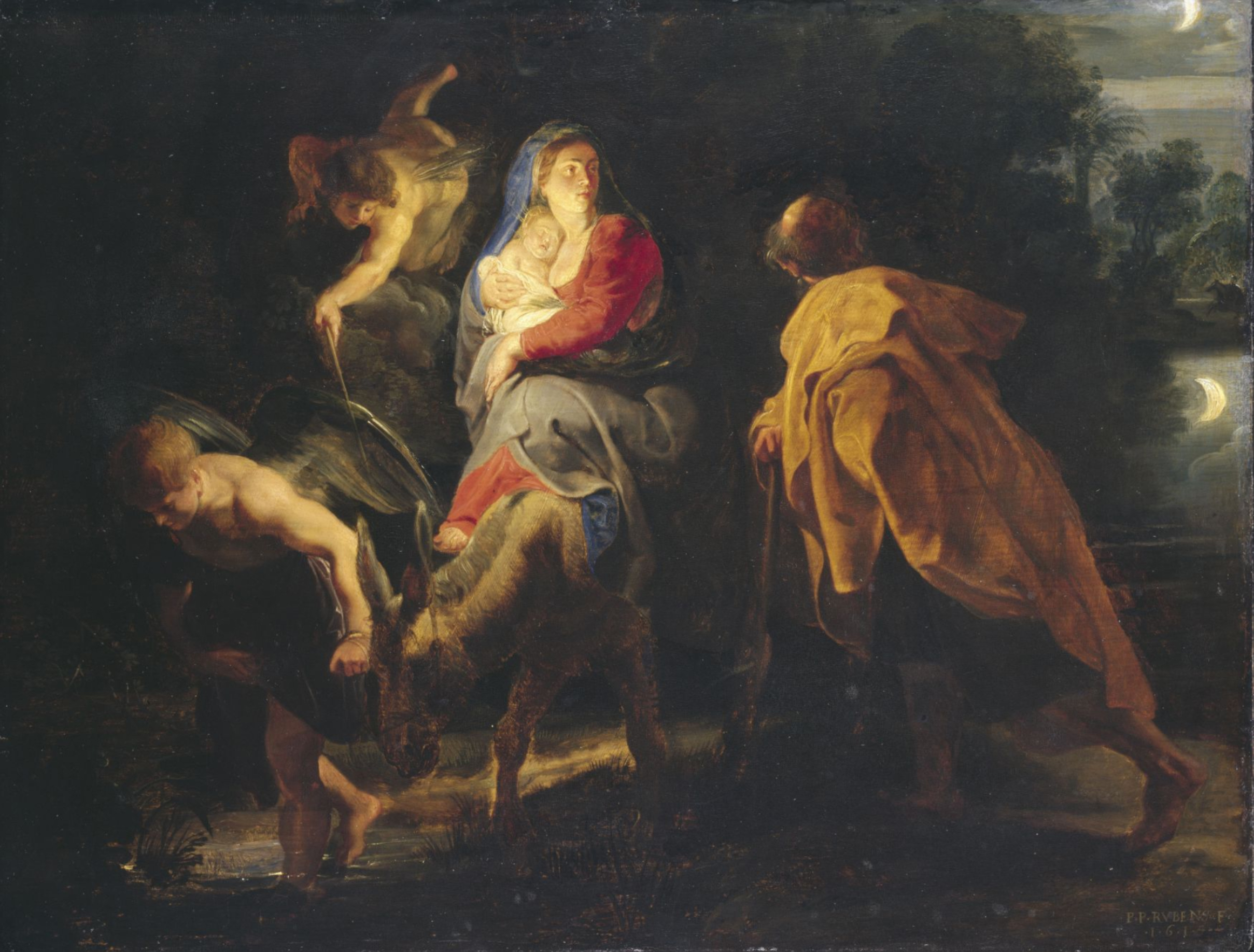
الهروب إلى مصر؛ بريشة بيتر بول روبنس.

كانت القصة مفصّلة بشكل كبير في «إنجيل الطفولة» المُنتحل، على سبيل المثال، تذكر القصة أشجار النخيل التي تنحني أمام الطفل يسوع، ويسوع يرمي التنانين، وحوش الصحراء التي تدفع له تحية، ولقاء مع اللصين اللذين في وقت لاحق سوف يُصلبا جنباً إلى جنب مع يسوع. في هذه الحكايات اللاحقة، انضم إلى العائلة سالومة كممرضة يسوع. كانت قصص هذه الفترة في مصر مهمة بشكل خاص للكنيسة القبطية الأرثوذكسية، والتي يوجد مقرها في مصر، ويوجد في جميع أنحاء مصر عدد من الكنائس والأضرحة التي تميز الأماكن التي بقيت فيها الأسرة. أهمها كنيسة القديس أبو سرجة التي تدَّعي أنها مبنية على المكان الذي يوجد فيه بيت العائلة.
واحدة من أوسع وأبرز الرويات للهروب، في المسيحية الشرقية، تظهر في إنجيل الطفولة لمتى من القرن التاسع الميلادي، والذي فيه تعبت مريم من حرارة الشمس تحت شجرة نخيل. ثم يقوم الطفل يسوع بأعجوبة من خلال انحناء شجرة النخيل لإعطاء ثمارها لمريم العذراء وتزويدها بالماء.

### الإسلامية
تظهر العديد من الروايات بعض التباين والتشابه في الكتابات الإسلامية عن الطفولة المبكرة ليسوع، وتحديدًا وقته في مصر فيما يتعلق بالمدة والأحداث. تم العثور على معظم السرد في مصادر مسيحية منتحلة، على سبيل المثال، إنجيل توما المنحول الذي يعود إلى عصور ما قبل الإسلام. لا يشتمل القرآن على تقاليد السفر إلى مصر، على الرغم من أن سورة المؤمنون يُمكن أن تتطرق إلى ذلك: «وَجَعَلْنَا ابْنَ مَرْيَمَ وَأُمَّهُ آيَةً وَآوَيْنَاهُمَا إِلَىٰ رَبْوَةٍ ذَاتِ قَرَارٍ وَمَعِينٍ». ومع ذلك، فإن ميلاد المسيح المنصوص عنه في سورة مريم ومشار إليه في سورة المؤمنون على أنّ المخاض قد جاء مريم تحت جذع النخلة يشابه رواية إنجيل متى المنحول وإن وضعها الكتاب المذكور في طريقة السفر إلى مصر وليس عند الميلاد. ولذلك يعتقد أن أحد التقاليد يدين بشيء للآخر. ورواية الهروب إلى مصر في إنجيل الطفولة لمتى هي على نحو مشابه للكيفية الموجودة في التقاليد الإسلامية.
العديد من المفسرين المسلمين في وقت لاحق ممن كتبوا عن حياة يسوع نقلوا القصص حول الرحلة إلى مصر. ومن الأمثلة البارزة على أبو إسحاق الثعلبي، الذي يدلي به في كتاب كتاب العرائس في قصص الأنبياء، وهو سرد لحياة الأنبياء، ويبلغ عن الرحلة، ويليه البقاء في مصر لمدة اثنتي عشرة سنة؛ وتاريخ الطبري للأنبياء والملوك. وبحسب ابن الأثير الجزري في كتابه "الكامل في التاريخ"، وهو العمل الذي أصبح المعيار للمسلمين في وقت لاحق، في رواية ولادة يسوع من قدم مبعوثين قادمين من بلاد فارس مع هدايا لزيارة المسيح المنتظر؛ ويطلبون إلى رجل يدعى يوسف ليأخذها والطفل إلى مصر ثم يعودان إلى الناصرة.